# Kanton Bagneux
Kanton Bagneux is een kanton van het Franse departement Hauts-de-Seine. Kanton Bagneux maakt deel uit van het arrondissement Antony en telt 61.585 inwoners in 2017.

## Gemeenten
Het kanton Bagneux omvatte tot 2014 enkel de gemeente Bagneux.
Door de herindeling van de kantons bij decreet van 24 februari 2014, met uitwerking in maart 2015, werd het kanton uitgebreid met de gemeente Bourg-la-Reine.